# 牧村 (新潟県)
牧村（まきむら）は、新潟県の南西に位置していた東頸城郡の村。上越市への通勤率は25.9%（平成12年国勢調査）。2005年1月1日に上越市に編入し、村域は地域自治区「牧区」となった。

## 地理
- 河川 : 飯田川

### 隣接していた自治体
- 上越市
- 東頸城郡：安塚町、浦川原村
- 中頸城郡：清里村、三和村
- 長野県飯山市

## 歴史

### 沿革
- 1901年（明治34年）11月1日 - 東頸城郡里見村、川上村、川辺村が合併し牧村が発足。
- 1954年（昭和29年）11月1日 - 東頸城郡沖見村と合併し牧村を新設。
- 1961年（昭和36年）4月1日 - 大字平山の一部を分離し東頸城郡浦川原村に編入。
- 2005年（平成17年）1月1日 - 上越市に編入され、村域は地域自治区「牧区」となる。

## 行政
- 村長：中川 耕平（1986年12月1日から）

## 地域

### 健康
- 牧村国保診療所 新潟県東頸城郡牧村大字柳島437
- 牧村立牧保育所 新潟県東頸城郡牧村大字小川1804

### 教育
- 牧村立牧小学校 新潟県東頸城郡牧村大字国川1550-1
- 牧村立牧中学校 新潟県東頸城郡牧村大字小川1752

## 交通

### 鉄道
村内を鉄道路線は通っていない。鉄道を利用する場合、利用しやすい最寄り駅は、JR東日本信越本線高田駅。

### 道路
- 一般国道
  - 国道405号

## 名所・旧跡・観光スポット・祭事・催事
- 宮口古墳群（国の史跡）
- ふるさと村自然と憩の森
- 宇津俣温泉「深山荘」

### 宿泊施設
- 金井旅館 新潟県東頸城郡牧村柳島118
- 深山荘 新潟県東頸城郡牧村宇津俣285
- 川上笑学館 新潟県東頸城郡牧村切光1438

## 出身有名人
- 金井清一（プロゴルファー）
- 粟津キヨ（教育者）